# SQX
SQX-Archiver — свободный формат сжатия и архивации данных. Он может быть использован в бесплатном программном обеспечении. На сайте разработчика доступен SDK и исходники, а также скомпилированная библиотека DLL со свободной лицензией. 
Формат разработан компанией Speedproject для Squeez и поддерживается архиватором TUGZip.

## Основные достоинства SQX
- Основной упаковщик является вариантом LZH, поддерживающим LZ-словари от 32K до 4096K
- Режим сверхсжатия со словарём до 32768K
- Некоторые расширения упаковщика могут обрабатывать мультимедиа-данные
- Высокоскоростной аудио (WAV) упаковщик
- Обособленный режим упаковщика при обработке исполняемых файлов IA32
- Поддержка непрерывных и дискретных архивов
- Мощное AES шифрование (Rijndael) данных
- Независимое шифрование каталогов архива
- Внешние и внутренние записи точек восстановления данных
- Полная поддержка 64-разрядных файловых систем (размер архивов и их томов ограничен лишь возможностями операционной системы)
- Поддержка архивов с цифровой подписью
- SFX-модули для DOS (32-битный PMode), Win32 и x64. Все модули SFX поддерживают многотомность